# 미소 (2000년)
미소(본명: 김미소, 2000년 4월 29일 ~ )는 대한민국 여성 가수이다.

## 주요 이력
광주에서 출생하였으며 지난날 한때 전라남도 목포에서 잠시 유아기를 보낸 적이 있는 그녀는 2016년 엠넷 TV 프로그램 《프로듀스 101》에 첫 출연하여 이름을 알렸으며 그 후 같은 해 걸 그룹 A.De의 구성원으로 정식 데뷔하였다. 1년 후 2017년 JTBC TV 프로그램 《믹스나인》에 출연하여 재차 이름을 알렸다.

## 출연작

### TV 프로그램
- 2016년 M.net 《PRODUCE 101》
- 2017년 JTBC 《믹스나인》